# Milada Voborská
Milada Voborská (* 25. července 1972) je česká politička, lektorka a editorka, od října 2021 poslankyně Poslanecké sněmovny PČR, od roku 2014 starostka městské části Praha-Satalice, členka hnutí STAN.

## Život
V letech 1986 až 1990 vystudovala Gymnázium Slaný a následně v letech 1990 až 1995 pak Pedagogickou fakultu Univerzity Karlovy v Praze (získala titul Mgr.). V letech 1995 až 1997 a znovu v letech 2005 až 2008 pracovala v Ústavu pro jazyk český AV ČR, v mezidobí jako editorka a korektorka. K práci editorky, korektorky a lektorky se pak vrátila i v roce 2009 a jako OSVČ ji zastávala i nadále.
Milada Voborská žije v Praze, konkrétně v části Satalice.

## Politické působení
V komunálních volbách v roce 2006 byla zvolena jako nestranička za Českou stranu národně socialistickou (ČSNS 2005) zastupitelkou městské části Praha-Satalice. Mandát zastupitelky pak obhájila ve volbách v roce 2010 jako nestranička za hnutí STAN a lídryně kandidátky. V letech 2010 až 2014 navíc působila jako neuvolněná místostarostka městské části.
Také ve volbách v roce 2014 obhájila jako nestranička za hnutí STAN mandát zastupitelky městské části. Na kandidátce figurovala původně na 5. místě, ale vlivem preferenčních hlasů skončila nakonec první. V listopadu 2014 se pak stala starostkou městské části. Ve volbách v roce 2018 obhájila post zastupitelky i starostky městské části (lídryně kandidátky, nestranička za hnutí STAN). Rovněž ve volbách v roce 2022 obhájila post zastupitelky i starostky městské části (lídryně kandidátky hnutí STAN).
V komunálních volbách v roce 2014 kandidovala také do Zastupitelstva hlavního města Prahy, a to jako nestranička za hnutí STAN na kandidátce subjektu „TROJKOALICE SZ, KDU-ČSL, STAN“, ale neuspěla. Stejně tak nebyla zvolena ve volbách v roce 2018, kdy opět kandidovala jako nestranička za hnutí STAN na kandidátce subjektu „TOP 09 a Starostové (STAN) ve spolupráci s KDU-ČSL, LES a Demokraty Jana Kasla -"Spojené síly pro Prahu"“.
Ve volbách do Poslanecké sněmovny PČR v roce 2017 kandidovala jako nestranička za hnutí STAN v Praze, ale nebyla zvolena. Ve volbách do Poslanecké sněmovny PČR v roce 2021 kandidovala již jako členka hnutí STAN na 16. místě kandidátky koalice Piráti a Starostové v Praze. Vlivem 19 323 preferenčních hlasů však nakonec skončila čtvrtá, a byla tak zvolena poslankyní.